# ربه

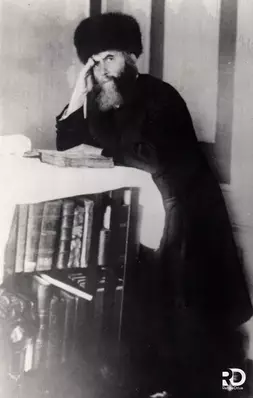
خاخام یوسف یتزچاک اشنیرسون از لوباویچ

رِبه‌ها (عبری: רבי‎: ‎/ˈrɛbɛ/‎) یا آدمورها (عبری: אדמו"ר‎) رهبران معنوی در جنبش حسیدی هستند. القاب ربه و آدمور که حتی قبل از شروع این جنبش یک عنوان افتخاری عمومی بود، با گذشت زمان تقریباً منحصراً با زدیکیم آن یکی شد.
امروزه از ربه به روش‌های زیر استفاده می‌شود:
1. خاخام، معلم تورات - دانش آموزان یشیوا یا دانش آموزان خدر (دبستان) وقتی با معلم خود صحبت می‌کنند، او را با عنوان افتخاری ربه خطاب می‌کنند که معادل یدیش-آلمانی کلمه عبری رابی .רַבִּי [ˈʁabi]) است.
2. مربی شخصی و معلم - راش یشیوای اصلی شخص، معلم یشیوا، یا مربی، که تلمود و تورات به او می‌آموزد و به او هدایت دینی می‌دهد، به عنوان ربه ( ‎/ˈrɛbə/‎) خطاب قرار داده می‌شود،[۲] همچنین معادلی برای اصطلاح «ربی» است.
3. رهبر روحانی یک جنبش حسیدی ربه (‎/ˈrɛbə/‎) خوانده می‌شود.[۲] پیروانش او را «ربه» خطاب می‌کنند یا وقتی با دیگران صحبت می‌کنند به او با عنوان «ربه» یا «ربه من» خطاب می‌کنند. دیگران از او به عنوان ربه یک سلسله خاص حسیدی یاد می‌کنند. در زبان عبری، از یک ربه حسیدی اغلب به عنوان آدمور AdMoR نامیده می‌شود، که مخفف Ad oneinu, Mo reinu, ve R abbenu ("استاد ما، معلم ما، و خاخام ما") است. در نگارش، این عنوان قبل از نام حسیدوت قرار داده شده‌است، مانند «ادمورِ بلتس» ; در حالی که عنوان ربه هنگام استفاده به عنوان یک صفت پس از نام حسیدوت می‌آید، مانند "Lubavicher Rebbe", "Amshinever Rebbe"، و هر ربه از هر سلسله حسیدی. در جهان Litvishe، هنگامی که به یک ربه (‎/ˈrɛbə/‎[۲]) حسیدی اشاره نمی‌شود، کلمه را می‌توان تلفظ "ربی" (‎/ˈrɛbi/‎) تلفظ کرد. یهودیان سفاردی می‌توانند آن را به عنوان "ریبی" (تلفظ ‎/ˈriːbi/‎) تلفظ کنند. حسیدیم لوباویچر  سنتی دارند که در آن حروف عبری ای که کلمه ربه را تشکیل می‌دهند (‎/ˈrɛbi/‎) مخفف "Rosh Bnei Yisroel"، به معنی "سر معنوی فرزندان اسرائیل " نیز هستند.